# Okręg Avranches
Okręg Avranches (fr. Arrondissement d’Avranches) – okręg w północnej Francji. Populacja wynosi 122 tysiące.

## Podział administracyjny
W skład okręgu wchodzą następujące kantony:
- Avranches,
- Barenton,
- Brécey,
- Ducey,
- Granville,
- Isigny-le-Buat,
- Juvigny-le-Tertre,
- La Haye-Pesnel,
- Mortain,
- Pontorson
- Saint-Hilaire-du-Harcouët,
- Saint-James,
- Saint-Pois,
- Sartilly,
- Sourdeval,
- Teilleul.